# Women on Web
Women on Web is een online hulpdienst die vrouwen in landen waar geen veilige abortusmogelijkheden zijn, helpt om een medische abortus te krijgen. Na een online consult met een arts zorgt de dienst voor recepten voor de middelen mifepriston en misoprostol.
Women on Web werd in 2005 opgericht door de Nederlandse arts Rebecca Gomperts, een voormalige Greenpeace-activist. Zij was in 1999 al gestart met Women on Waves, dat niet-chirurgische abortussen uitvoerde op een speciaal daarvoor gebouwd schip dat voorzien is van een mobiele kliniek. In 2005 werd Women on Waves aangevuld met Women on Web. Samen met lokale vrouwenorganisaties realiseerde Women on Web hotlines in Ecuador, Chili, Peru, Venezuela, Argentinië, Pakistan en Indonesië. In Afrika zijn vrouwengroepen opgeleid in het gebruik van misoprostol.
In 2016 kreeg Women on Web tienduizend e-mails per maand, uit 123 landen.

## Aid Access
Wegens de angst dat de Amerikaanse anti-abortusbeweging zou proberen Women on Web te verbieden, stuurde Women on Web aanvankelijk nooit abortuspillen naar de Verenigde Staten. In 2018 werd echter voor Amerikanen de aparte hulpdienst Aid Access opgezet, met dezelfde missie als Women on Web. Op 18 oktober 2018 had deze dienst al naar zeshonderd vrouwen abortuspillen gestuurd via de United States Postal Service, begin februari 2020 had het 7131 recepten uitgeschreven, vooral voor vrouwen uit de zuidelijke staten.
In een interview met The Atlantic zei Rebecca Gomperts dat de dienst geheel legaal is en voldoet aan de invoerregels van de Food and Drug Administration.